# قانون ازدراء الأديان في نيجيريا
قانون ازدراء الأديان في نيجيريا تدير جمهورية نيجيريا الاتحادية نظامين قضائيين. كلا النظامين يمكن أن يعاقب ازدراء الأديان. ينص الدستور على نظام عرفي (علماني) ونظام يدمج الشريعة. يحظر النظام العرفي التجديف بموجب المادة 204 من القانون الجنائي النيجيري. القسم 204 بعنوان «إهانة الدين». ينص القسم على: أي شخص يقوم بعمل تعتبره أي فئة من الأشخاص إهانة علنية لدينهم، بقصد أن يعتبروا هذا الفعل إهانة، وأي شخص يقوم بعمل غير قانوني مع العلم أن أي فئة من الأشخاص سوف تعتبرها إهانة، ومذنبة بارتكاب جنحة، ومعرضة للسجن لمدة عامين.
اثنتا عشرة ولاية من أصل ستة وثلاثين ولاية في نيجيريا لديها الإسلام السني باعتباره الدين المهيمن. في عام 1999 اختارت تلك الولايات أن يكون لديها محاكم شرعية بالإضافة إلى محاكم عرفية. قد تتعامل المحكمة الشرعية مع التجديف على أنه يستحق عدة عقوبات تصل إلى الإعدام.

## الدستور
قد لا يكون حظر التجديف في القانون الجنائي والحظر الذي تعترف به الشريعة قانونيًا لأن المادة 38 من الدستور تمنح كل نيجيري حرية الفكر والوجدان والدين، والمادة 39 تمنح كل نيجيري الحق في حرية التعبير.

## تطبيق القانون
يعاني نظام إنفاذ القانون في نيجيريا من نقص الموارد والولاءات الطائفية والفساد. نتيجة لذلك غالبًا ما تمر حملة اليقظة دون عقاب. غالبًا ما تحدث اليقظة بعد اتهام بالتجديف.